# Аппаратный сброс
Аппаратный сброс (англ.Hard Reset) — принудительная перезагрузка, вызываемая электронной схемой устройства, как правило путём нажатия специальной кнопки на корпусе устройства. При этом электронная схема устройства перезапускается, аналогично как если бы питание устройства было выключено, а затем включено.
Данный термин часто ошибочно применяют к мобильным устройствам, работающих под управлением операционной системы Android, WinCE (Windows Mobile) и Windows Phone. Представляет собой функцию устройства, при которой восстанавливаются заводские параметры системы и очищается вся информация, в том числе установленные программы, привязки к аккаунтам, контакты, SMS, журналы вызовов и др. Удалённая информация может быть восстановлена только из резервных копий, сохранённых во внешней памяти устройства: дополнительная карта памяти, внешняя флешка, облачное хранилище и т. д. Данные, находящиеся на картах памяти и SIM-картах, не удаляются.
Обычно такая процедура бессмысленная и не имеет пользы для смартфона

## Применение
Hard Reset применяется как максимально крайняя мера при возникновении программных ошибок и сбоев, в случае невозможности корректной работы устройства делают прошивку

## Методы
Существует два метода жесткой перезагрузки:
- программный Hard Reset;
- аппаратный Hard Reset.

Современные устройства, как правило, поддерживают оба метода, но иногда бывают исключения.

### Программный Hard Reset
Программный Hard Reset производится из меню настроек устройства путём выбора соответствующего пункта, как правило, для предотвращения случайного сброса защищен простейшим паролем «1234». Необходимо ввести пароль и подтвердить желание перезагрузить устройство. Существуют также специальные программы сторонних производителей, позволяющие делать программный Hard Reset, например, одна из самых распространенных программ SKTools.

### Аппаратный Hard Reset
Аппаратный Hard Reset производится путём нажатия определенной последовательности навигационных клавиш на устройстве, клавиши и последовательность нажатия определяются производителем и индивидуальны для каждой модели. Используется при невозможности включить устройство или зайти в главное меню для изменения настроек.